# Crotonogynopsis
Genre
Crotonogynopsis est un genre de plantes à fleurs de la famille des Euphorbiaceae.

## Liste des espèces
Selon Catalogue of Life (21 janvier 2018) (suivant World Checklist of Selected Plant Families (WCSP) (21 janvier 2018)) :
- Crotonogynopsis akeassii J.Leonard
- Crotonogynopsis australis Kenfack & Gereau
- Crotonogynopsis korupensis Kenfack & D.W.Thomas
- Crotonogynopsis usambarica Pax